# Lailly
Lailly es una localidad y comuna francesa situada en la región de Borgoña, departamento de Yonne, en el distrito de Sens y cantón de Villeneuve-l'Archevêque.

## Demografía
| 425 | 466 | 469 | 498 | 517 | 516 | 530 | 520 | 449 | 523 | 499 | 477 | 431 | 418 | 416 | 426 | 349 | 350 | 341 | 332 | 278 | 317 | 330 | 289 | 312 | 286 | 224 | 190 | 158 | 156 | 177 | 188 | 212 |
| Para los censos de 1962 a 1999 la población legal corresponde a la población sin duplicidades (Fuente: INSEE [Consultar]) |     |     |     |     |     |     |     |     |     |     |     |     |     |     |     |     |     |     |     |     |     |     |     |     |     |     |     |     |     |     |     |     |